# Anna Motor Car Company
Anna Motor Car Company war ein US-amerikanischer Hersteller von Automobilen.

## Unternehmensgeschichte
J. J. Corzine, Roy Rinehart und Ernest Lawson gründeten das Unternehmen als Autohandel. Der Sitz war in Anna in Illinois. 1912 stellten sie Automobile her, die als Anna vermarktet wurden. Die Anzahl der Fahrzeuge blieb gering.

## Fahrzeuge
Das einzige Modell hatte einen wassergekühlten Zweizylindermotor mit L-Kopf. Er leistete 22 PS aus 2800 cm³ Hubraum. Die Motorleistung wurde über ein Planetengetriebe und Kette an die Hinterachse übertragen. Der Radstand betrug 254 cm. Die einzige Aufbauform war ein Democrat genannter Zweisitzer.